# Dongyang
Dongyang (em chinês:  东阳, transl. Dōngyáng) é uma cidade administrativa em Chequião, China. No censo de 2010, contaram-se 804 398 habitantes na cidade, em um total de 2 038 413 na zona metropolitana. É geminada com Kokomo, nos Estados Unidos.

## História
A localidade onde hoje fica Dongyang pertencia, na época do Período das Primaveras e Outonos, ao Reino de Yue, mas no Período dos Estados Combatentes foi conquistado pelo Reino de Chu. Durante a Dinastia Chin, pertenceu às comandarias de Zhuji e Wushang, no distrito de Kuaiji. O local recebeu autonomia em reforma administrativa no ano de 195 d.C., tornando-se o condado de Wuning (em chinês:  吴宁, transl. Wúníng, "Wu pacífica"), dentro do distrito de Huiji. O nome atual aparece em 266 d.C., significando "sol do leste", por o condado corresponder à posição do sol entre as montanhas de Jinhua, que por sua vez ficavam ao leste de cursos d'água. Dongyang chegou a ser fundido administrativamente em Jinhua e outras entidades ao longo de sua história, mas se tornou uma cidade administrativa em 25 de maio de 1988.